# Mary Harney

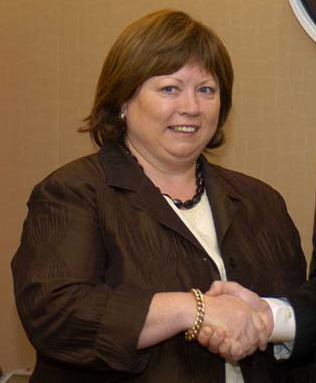
Mary Harney (2007)

Mary Harney (irisch Máire Ní Áirne; * 11. März 1953 in Ballinasloe, County Galway) ist eine irische Politikerin, ehemalige stellvertretende Premierministerin (Tánaiste) und von 2004 bis 2011 Gesundheitsministerin ihres Landes.

## Biografie
Harney wuchs auf einem Bauernhof nahe der Stadt Newcastle im County Dublin auf. Sie studierte am Trinity College in Dublin und erhielt 1976 ihren Bachelor of Arts. 1977 wurde sie von Taoiseach Jack Lynch zur Senatorin im Seanad Éireann ernannt. Im Anschluss wurde Harney 1981 in den Dáil Éireann gewählt. 1985 trat sie aus der Fianna Fáil aus und wandte sich den Progressive Democrats zu; Harney war Gründungsmitglied dieser Partei. Schon wenige Jahre später übte sie von Juli 1989 bis November 1992 als Staatsministerin im Umweltministerium ihren ersten Posten aus. Im Oktober 1993 wurde sie zur Vorsitzenden der Progressive Democrats gewählt und war damit die erste Frau, die den Vorsitz einer der großen irischen Parteien innehatte.
Im Juni 1997 führte Harney ihre Partei in eine Koalitionsregierung mit der Fianna Fáil. Harney wurde nun stellvertretende Premierministerin (Tánaiste) und Minister for Enterprise Employment. Im Juli 1997 wurde das Amt in Minister for Enterprise Trade and Employment umbenannt. Den Ministerposten behielt sie bis September 2004, als sie Gesundheitsministerin (Minister for Health and Children ) wurde. Zwei Jahre später trat sie von ihren Posten als Tánaiste und Parteivorsitzende zurück. Michael McDowell wurde ihr Nachfolger in diesen Ämtern. Als dieser bei den Wahlen 2007 seinen Sitz im Dáil Éireann verlor, wurde Harney erneut Vorsitzende der Progressive Democrats und blieb dies, bis sie im April 2008 von Ciarán Cannon abgelöst wurde. Nach der Auflösung der Progressive Democrats saß Harney noch von 2009 bis 2011 als Unabhängige im Dáil Éireann. Bei der Wahl 2011 trat sie nicht mehr an.
Mary Harney ist seit November 2001 mit dem Geschäftsmann Brian Geoghegan verheiratet.